# دینگکو سینگ
دینگکو سینگ (انگلیسی: Dingko Singh; ۱ ژانویهٔ ۱۹۷۹ – ۱۰ ژوئن ۲۰۲۱) بوکسور اهل هند بود.